# Lago Rotorua
El lago Rotorua es el segundo lago más grande en la Isla Norte de Nueva Zelanda por área de superficie, y abarca un área de 79.8 km². Con una profundidad media de sólo 10 metros es considerablemente más pequeño que el cercano lago Tarawera en términos de volumen de agua. Está localizado en la región de Bay of Plenty. La ciudad de Rotorua se encuentra en su orilla sur, y la ciudad de Ngongotaha en la orilla oeste del lago.

## Formación
El lago se formó del cráter de un volcán grande en la zona volcánica de Taupo. Su última erupción importante fue aproximadamente hace 240,000 años. Después de la erupción, la cámara magmática debajo del volcán colapsó.  La depresión circular que queda atrás es la Caldera de Rotorua, que es el sitio del lago. Muchos otros lagos de origen volcánico están localizados cerca al este, alrededor de la base del monte Tarawera.

## Descripción
El lago Rotorua es alimentado con agua de varios ríos y arroyos; algunos, como el Utuhina, tienen una temperatura del agua más cálida que la del lago debido a la actividad geotérmica en el área de Rotorua. Por el contrario, los arroyos en la costa norte, como el manantial Hamurana y el arroyo Awahou, fluyen agua cristalina que tiene una temperatura constante de 10° Celsius. El afluente más grande del lago es el arroyo Ngongotaha.
El lago Rotorua sufre de descoloración debido a su poca profundidad y a la actividad térmica subsuperficial, especialmente de los sedimentos después de climas ventosos.
El lago Rotorua fluye directamente al lago Rotoiti por medio del canal Ohau en la costa noreste del lago; este canal es navegable por barco. El canal Ohau desemboca en el delta del Mourea, una área con niveles del agua bajos. 
La isla Mokoia, cercana al centro del lago, es una cúpula de riolita, la isla es asociada con una leyenda maorí, la de Hinemoa y Tutanekai. Se cuenta que Hinemoa nadó a través del lago hasta su amante Tutanekai quién vivía en la isla Mokoia.